# Estación Vuosaari

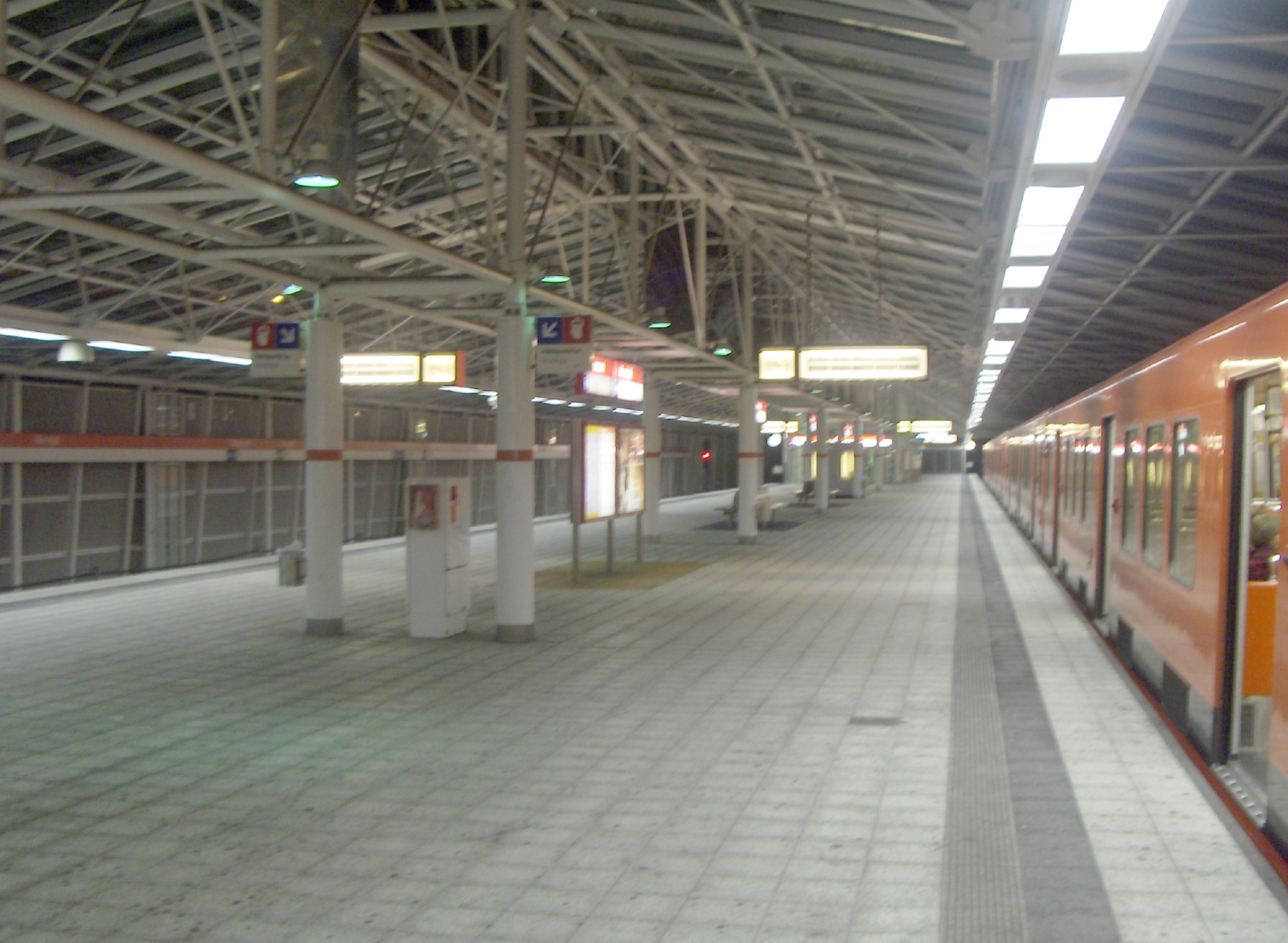
Estación Vuosaari.

La Estación Vuosaari (en finlandés Vuosaaren metroasema; en sueco Metrostationen Nordsjö) es una estación del Metro de Helsinki, Finlandia. Sirve al distrito de Vuosaari, en el este de Helsinki. Es la estación terminal del ramal este.
La estación fue abierta el 31 de agosto de 1998. Fue diseñada por el bureau de arquitectos Esa Piironen Oy. Está localizada a aproximadamente 1,244 km de la Estación Rastila. La estación terminal del otro extremo, la Estación Ruoholahti, se encuentra a 16 km de distancia.
- Datos: Q643636
- Multimedia: Vuosaari metro station / Q643636